# Volksmarinedivision
A Volksmarinedivision (Divisão da Marinha Popular) foi uma unidade paramilitar alemã criada em 11 de novembro de 1918 para lutar contra o governo alemão na Revolução Alemã. Era liderada pelo Tenente Heinrich Dorrenbach, um oficial do Exército Imperial Alemão e amigo de Karl Liebknecht.
A unidade estava baseada no Palácio de Berlim, onde Liebknecht havia declarado a República Socialista Livre em 9 de novembro de 1918.